# Démographie des Pyrénées-Atlantiques
La démographie des Pyrénées-Atlantiques est caractérisée par une densité moyenne et une population âgée qui croît depuis les années 1960.
Avec ses 699 473 habitants en 2022, le département français des Pyrénées-Atlantiques se situe en 36e position sur le plan national.
En six ans, de 2015 à 2021, sa population s'est accrue de près de 23 000 unités, c'est-à-dire de plus ou moins 3 800 personnes par an. Mais cette variation est différenciée selon les 545 communes que comporte le département.
La population est concentrée dans le piémont de la chaîne pyrénéenne, irrigué par l'Adour et les gaves de Pau et d'Oloron, et traversé par deux axes majeurs de communication (les autoroutes A63 et A64), qui desservent les agglomérations de Pau et Bayonne-Anglet-Biarritz, d'importance démographique du même ordre.
La densité de population des Pyrénées-Atlantiques, 91,5 habitants par kilomètre carré en 2022, est inférieure à celle de la France entière qui est de 107,1 hab./km2 pour la même année.
Il ne semble pas y avoir de nom particulier pour désigner les habitants des Pyrénées-Atlantiques. Cependant, de 1790 à 1969, les habitants étaient appelés Bas-Pyrénéens.

## Évolution démographique du département des Pyrénées-Atlantiques
En 2022, le département comptait 699 473 habitants, en évolution de +3,78 % par rapport à 2016 (France hors Mayotte : +2,11 %).
| 1791 | 1801    | 1806    | 1821    | 1826    | 1831    | 1836    | 1841    | 1846    |
| ---- | ------- | ------- | ------- | ------- | ------- | ------- | ------- | ------- |
| -    | 355 573 | 382 575 | 399 474 | 412 469 | 428 401 | 446 398 | 451 683 | 457 832 |

| 1851    | 1856    | 1861    | 1866    | 1872    | 1876    | 1881    | 1886    | 1891    |
| ------- | ------- | ------- | ------- | ------- | ------- | ------- | ------- | ------- |
| 446 997 | 436 442 | 436 628 | 435 486 | 426 700 | 431 525 | 434 366 | 432 999 | 425 033 |

| 1896    | 1901    | 1906    | 1911    | 1921    | 1926    | 1931    | 1936    | 1946    |
| ------- | ------- | ------- | ------- | ------- | ------- | ------- | ------- | ------- |
| 423 572 | 426 347 | 425 817 | 433 318 | 402 981 | 414 556 | 422 719 | 413 411 | 415 797 |

| 1954    | 1962    | 1968    | 1975    | 1982    | 1990    | 1999    | 2006    | 2011    |
| ------- | ------- | ------- | ------- | ------- | ------- | ------- | ------- | ------- |
| 420 019 | 466 038 | 508 734 | 534 748 | 555 696 | 578 516 | 600 018 | 636 849 | 656 608 |

| 2016    | 2021    | 2022    | - | - | - | - | - | - |
| ------- | ------- | ------- | - | - | - | - | - | - |
| 673 986 | 693 027 | 699 473 | - | - | - | - | - | - |

## Population par divisions administratives

### Arrondissements
Le département des Pyrénées-Atlantiques comporte trois arrondissements. La population se concentre principalement sur l'arrondissement de Pau, qui recense 45 % de la population totale du département en 2022, avec une densité de 123,4 hab./km2, contre 45 % pour l'arrondissement de Bayonne et 10 % pour celui d'Oloron-Sainte-Marie.
| Arrondissement      | Population(2022) | Variation(2022/2016)                       | Superficie(km2) | Densité(hab./km2) |
| ------------------- | ---------------- | ------------------------------------------ | --------------- | ----------------- |
| Pau                 | 314 439          | en évolution de +2,13 % par rapport à 2016 | 2 548,9         | 123,4             |
| Bayonne             | 313 188          | en évolution de +6,68 % par rapport à 2016 | 2 267,7         | 138,1             |
| Oloron-Sainte-Marie | 71 846           | en évolution de −0,91 % par rapport à 2016 | 2 828,2         | 25,4              |
| Source : Insee.     |                  |                                            |                 |                   |

### Communes de plus de10 000 habitants
Sur les 545 communes que comprend le département des Pyrénées-Atlantiques, 58 ont en 2021 une population municipale supérieure à 2 000 habitants, 24 ont plus de 5 000 habitants, onze ont plus de 10 000 habitants et quatre ont plus de 25 000 habitants : Pau, Bayonne, Anglet et Biarritz.
Les évolutions respectives des communes de plus de 10 000 habitants sont présentées dans le tableau ci-après.
Population 2021 par taille de communes : 45,30 % de la population vit dans des communes de moins de 5 000 habitants.
- > 50 000 hab. (18,73 %)
- 20 000 à 49 999 hab. (9,66 %)
- 10 000 à 19 999 hab. (13,28 %)
- 5 000 à 9 999 hab. (13,04 %)
- 1 000 à 4 999 hab. (24,55 %)
- < 1 000 hab. (20,74 %)

| Commune             | Population(2022) | Variation(2022/2016)                       | Superficie(km2) | Densité(hab./km2) |
| ------------------- | ---------------- | ------------------------------------------ | --------------- | ----------------- |
| Pau                 | 78 620           | en évolution de +1,77 % par rapport à 2016 | 31,51           | 2 495,1           |
| Bayonne             | 53 312           | en évolution de +5,38 % par rapport à 2016 | 21,68           | 2 459             |
| Anglet              | 42 288           | en évolution de +9,38 % par rapport à 2016 | 26,93           | 1 570,3           |
| Biarritz            | 25 810           | en évolution de +4,17 % par rapport à 2016 | 11,66           | 2 213,6           |
| Hendaye             | 18 074           | en évolution de +8,89 % par rapport à 2016 | 7,95            | 2 273,5           |
| Saint-Jean-de-Luz   | 14 690           | en évolution de +4,5 % par rapport à 2016  | 19,05           | 771,1             |
| Lons                | 13 708           | en évolution de +6,16 % par rapport à 2016 | 11,53           | 1 188,9           |
| Billère             | 14 037           | en évolution de +8,28 % par rapport à 2016 | 4,57            | 3 071,6           |
| Orthez              | 10 836           | en évolution de +1,97 % par rapport à 2016 | 45,86           | 236,3             |
| Oloron-Sainte-Marie | 10 658           | en évolution de −1,23 % par rapport à 2016 | 68,31           | 156               |
| Urrugne             | 10 594           | en évolution de +5,99 % par rapport à 2016 | 50,57           | 209,5             |
| Source : Insee.     |                  |                                            |                 |                   |

## Structures des variations de population

### Soldes naturels et migratoires depuis 1968
Le taux de variation annuel moyen de la population des Pyrénées-Atlantiques montre que c'est grâce aux flux migratoires que la population du département a crû de manière constante depuis 1975, alors que les variations liées au mouvement naturel demeurent proches de zéro sur cette période.
| Indicateurs démographiques                       | 1968 à1975 | 1975 à1982 | 1982 à1990 | 1990 à1999 | 1999 à2010 | 2010 à2015 | 2015 à2021 |
| ------------------------------------------------ | ---------- | ---------- | ---------- | ---------- | ---------- | ---------- | ---------- |
| Variation annuelle moyenne de la population en % | 0,7        | 0,5        | 0,5        | 0,4        | 0,8        | 0,5        | 0,6        |
| - due au solde naturel en %                      | 0,3        | 0,1        | -0,0       | -0,0       | 0,0        | -0,0       | -0,2       |
| - due au solde apparent des entrées sorties en % | 0,4        | 0,5        | 0,5        | 0,5        | 0,8        | 0,5        | 0,7        |
| Taux de natalité en ‰                            | 14,7       | 11,9       | 11,3       | 10,4       | 10,3       | 9,8        | 8,8        |
| Taux de mortalité en ‰                           | 11,5       | 11,3       | 11,3       | 10,9       | 10,3       | 10,0       | 10,7       |
| Source : Insee.                                  |            |            |            |            |            |            |            |

### Mouvements naturels sur la période 2014-2022
En 2014, 6 497 naissances ont été dénombrées contre 6 718 décès. Le nombre annuel des naissances a diminué depuis cette date, passant à 5 893 en 2022, indépendamment à une augmentation, mais relativement faible, du nombre de décès, avec 8 044 en 2022. Le solde naturel est ainsi négatif et diminue, passant de -221 à −2 151.
Pour des raisons techniques, il est temporairement impossible d'afficher le graphique qui aurait dû être présenté ici.

## Densité de population
En 2021, la densité était de 90,7 hab./km2.
| 1968 |  | 66.5 |  |

| 1975 |  | 69.9 |  |

| 1982 |  | 72.7 |  |

| 1990 |  | 75.7 |  |

| 1999 |  | 78.5 |  |

| 2010 |  | 85.5 |  |

| 2015 |  | 87.6 |  |

| 2021 |  | 90.7 |  |

## Répartition par sexes et tranches d'âges

### Pyramide des âges
La population du département est plus âgée qu'au niveau national.
En 2021, le taux de personnes d'un âge inférieur à 30 ans s'élève à 30,3 %, soit en dessous de la moyenne nationale (35,1 %). À l'inverse, le taux de personnes d'âge supérieur à 60 ans est de 31,5 % la même année, alors qu'il est de 26,6 % au niveau national.
En 2021, le département comptait 332 205 hommes pour 360 822 femmes, soit un taux de 52,06 % de femmes, légèrement supérieur au taux national (51,61 %).
Les pyramides des âges du département et de la France s'établissent comme suit.
| Hommes | Classe d’âge | Femmes |
| ------ | ------------ | ------ |
| 1      | 90 ou +      | 2,6    |
| 8,7    | 75-89 ans    | 11,8   |
| 18,9   | 60-74 ans    | 19,8   |
| 21     | 45-59 ans    | 20,3   |
| 17,9   | 30-44 ans    | 17,3   |
| 16,2   | 15-29 ans    | 14     |
| 16,3   | 0-14 ans     | 14,2   |

| Hommes | Classe d’âge | Femmes |
| ------ | ------------ | ------ |
| 0,7    | 90 ou +      | 1,9    |
| 7,0    | 75-89 ans    | 9,5    |
| 16,6   | 60-74 ans    | 17,5   |
| 20,0   | 45-59 ans    | 19,5   |
| 18,8   | 30-44 ans    | 18,3   |
| 18,3   | 15-29 ans    | 16,7   |
| 18,6   | 0-14 ans     | 16,7   |

### Espérance de vie
Entre 1990 et 2007, l'espérance de vie s'est accrue de 3,5 années pour les femmes (passant de 81,2 ans à 84,7 ans) et de 5,3 années pour les hommes (de 73,0 ans à 78,3 ans). Ce faisant, les femmes ont une espérance de vie exactement égale à celle de la moyenne aquitainte (84,7 ans), alors que les hommes l'ont dépassée (Aquitaine : 77,9 ans). Pour les deux sexes, l'espérance de vie est supérieure à la moyenne nationale (+ 0,4 an pour les femmes et + 0,8 an pour les hommes).

### Projections
Au cours des prochaines années, la part des personnes de plus de 75 ans va s'accroître de manière significative dans le département, à une allure plus soutenue que celle de la région ou de la France métropolitaine.
| Part des personnes de 75 ans ou plus (%) | 1999 | 2006 | Projection 2010 | Projection 2020 | Projection 2030 | Projection 2040 | Projection 2050 |
| ---------------------------------------- | ---- | ---- | --------------- | --------------- | --------------- | --------------- | --------------- |
| Pyrénées-Atlantiques                     | 8,9  | 10,4 | 10,9            | 11,3            | 14,5            | 17,8            | 19,4            |
| Aquitaine                                | 8,7  | 10,0 | 10,4            | 10,6            | 14,0            | 16,7            | 18,1            |
| France métropolitaine                    | 7,2  | 8,4  | 9,2             | 9,6             | 12,6            | 15,2            | 16,5            |

## Immigration

### Immigration étrangère
Définitions
D'après la définition du Haut Conseil à l'intégration, en France, un immigré est une personne née étrangère à l’étranger et entrée en France en cette qualité en vue de s’établir sur le territoire français de façon durable. Un étranger n'est pas forcément immigré, il peut être né en France (les mineurs notamment).
Population par nationalité
Le recensement de 2006 montre une population départementale par nationalité dont la structure est très proche de celle de la région, l'unique différenciation mettant en lumière une plus forte présence d'étrangers d'origine européenne. La comparaison avec la moyenne nationale fait apparaître une concentration plus élevée d'habitants français (de naissance ou par acquisition) que d'étrangers, en dépit de la frontière naturelle avec l'Espagne et de la façade maritime.
| Population par nationalité en 2006 | Pyrénées-Atlantiques | %     | Aquitaine (%) | France métropolitaine (%) |
| ---------------------------------- | -------------------- | ----- | ------------- | ------------------------- |
| Français                           | 611 690              | 96,1  | 96,1          | 94,2                      |
| Français de naissance              | 590 437              | 92,7  | 92,9          | 89,9                      |
| Français par acquisition           | 21 253               | 3,3   | 3,1           | 4,3                       |
| Étrangers                          | 25 155               | 3,9   | 3,9           | 5,8                       |
| Communauté européenne              | 18 750               | 2,9   | 2,4           | 2,3                       |
| - Espagnols                        | 8 430                | 1,3   | 0,5           | 0,2                       |
| - Italiens                         | 425                  | 0,1   | 0,1           | 0,3                       |
| - Portugais                        | 6 235                | 1,0   | 0,9           | 0,8                       |
| - Autres                           | 3 660                | 0,6   | 0,9           | 1,0                       |
| Hors Communauté européenne         | 6 405                | 1,0   | 1,6           | 3,5                       |
| - Algériens                        | 589                  | 0,1   | 0,2           | 0,8                       |
| - Marocains                        | 2 499                | 0,4   | 0,6           | 0,7                       |
| - Tunisiens                        | 136                  | 0,0   | 0,0           | 0,2                       |
| - Turcs                            | 243                  | 0,0   | 0,1           | 0,4                       |
| - Autres                           | 1 985                | 0,3   | 0,3           | 0,6                       |
| Total                              | 636 845              | 100,0 | 100,0         | 100,0                     |

## Emploi

### Population active
| Type d'activité                                      | 2010    | 2015    | 2021    |
| ---------------------------------------------------- | ------- | ------- | ------- |
| Actifs en %                                          | 71,9    | 74,1    | 75,5    |
| - Actifs ayant un emploi en %                        | 64,7    | 65,1    | 67,6    |
| - Chômeurs en %                                      | 7,2     | 9,0     | 7,9     |
| Inactifs en %                                        | 28,1    | 25,9    | 24,5    |
| - Élèves, étudiants et stagiaires non rémunérés en % | 9,9     | 9,8     | 9,5     |
| - Retraités ou préretraités en %                     | 10,0    | 8,2     | 7,0     |
| - Autres inactifs en %                               | 8,3     | 7,9     | 7,9     |
| Ensemble                                             | 411 882 | 411 241 | 416 201 |
| Source : Insee.                                      |         |         |         |

### Répartition par catégories socioprofessionnelles
La catégorie socioprofessionnelle des retraités est surreprésentée par rapport au niveau national. Avec 31,5 % en 2021, elle est 4,7 points au-dessus du taux national (26,8 %). La catégorie socioprofessionnelle des autres personnes sans activité professionnelle est quant à elle sous-représentée par rapport au niveau national. Avec 14,3 % en 2021, elle est 2,7 points en dessous du taux national (17 %).
| Catégorie socioprofessionnelle                    | 2015    | 2015 | 2021    | 2021 | Détails de l'année 2021 | Détails de l'année 2021 | Détails de l'année 2021            | Détails de l'année 2021            | Détails de l'année 2021            |
| Catégorie socioprofessionnelle                    | Nb      | %    | Nb      | %    | Hommes                  | Femmes                  | Part en % de la population âgée de | Part en % de la population âgée de | Part en % de la population âgée de |
| Catégorie socioprofessionnelle                    | Nb      | %    | Nb      | %    | Hommes                  | Femmes                  | 15 à 24 ans                        | 25 à 54 ans                        | 55 ans ou +                        |
| ------------------------------------------------- | ------- | ---- | ------- | ---- | ----------------------- | ----------------------- | ---------------------------------- | ---------------------------------- | ---------------------------------- |
| Agriculteurs exploitants                          | 8 508   | 1,5  | 7 783   | 1,3  | 5 582                   | 2 200                   | 0,4                                | 2,0                                | 1,0                                |
| Artisans, commerçants, chefs d'entreprise         | 23 267  | 4,1  | 26 896  | 4,6  | 18 220                  | 8 676                   | 0,7                                | 7,4                                | 2,9                                |
| Cadres et professions intellectuelles supérieures | 40 140  | 7,1  | 47 557  | 8,1  | 27 014                  | 20 542                  | 1,5                                | 14,3                               | 4,0                                |
| Professions intermédiaires                        | 78 649  | 14,0 | 85 273  | 14,4 | 38 128                  | 47 145                  | 9,1                                | 25,9                               | 5,2                                |
| Employés                                          | 91 103  | 16,2 | 90 563  | 15,3 | 22 498                  | 68 066                  | 14,4                               | 24,9                               | 6,7                                |
| Ouvriers                                          | 64 775  | 11,5 | 61 709  | 10,4 | 50 167                  | 11 542                  | 13,2                               | 17,0                               | 3,6                                |
| Retraités                                         | 176 201 | 31,3 | 186 146 | 31,5 | 84 583                  | 101 563                 | 0,0                                | 0,2                                | 69,0                               |
| Autres personnes sans activité professionnelle    | 79 572  | 14,2 | 84 661  | 14,3 | 33 750                  | 50 912                  | 60,7                               | 8,2                                | 7,7                                |
| Ensemble                                          | 562 214 | 100  | 590 587 | 100  | 279 941                 | 310 645                 | 100                                | 100                                | 100                                |
| Sources : Insee,.                                 |         |      |         |      |                         |                         |                                    |                                    |                                    |